# Heppiella repens
Heppiella repens är en tvåhjärtbladig växtart som beskrevs av Johannes von Hanstein. Heppiella repens ingår i släktet Heppiella och familjen Gesneriaceae. Inga underarter finns listade i Catalogue of Life.